# Juan Miguel Hernández León
Juan Miguel Hernández León (Màlaga, 1945) és un arquitecte espanyol, president del Círculo de Bellas Artes de Madrid.
Nascut el 1945 a la ciutat andalusa de Màlaga, es va titular com arquitecte per l'Escola Tècnica Superior d'Arquitectura de Madrid (ETSAM) el 1974 y va obtenir el títol de doctor arquitecte en el mateix centre el 1982. Va ser campió d'Espanya de karate.
Catedràtic de Composició de l'ETSAM, el 1988 es va convertir en gerent de l'Associació d'Esports Olímpics (ADO). Membre de la junta directiva del Círculo de Bellas Artes (CBA), el 1995 es va convertir en president de la institució cultural.

## Obres
- Plan Especial Villa de Madrid, 1986.[5]
- La casa de un solo muro.  Madrid: Nerea, 1990.[6]
- Barcelona Olímpica. La ciudad renovada, 1992.[5]
- Arquitectura española. Siglo XX, 1997.[5]
- Autenticidad y monumento: del mito de Lázaro al de Pigmalión.  Abada Editores, 2013.[4][7]
- Ser-paisaje.  Abada, 2016.[8]